# Vild med dans (sæson 1)
Den første sæson af Vild med dans blev sendt fra den 16. april 2005 og den 4. juni 2005, hvor finalen fandt sted. Juryen består af 4 dommere: Kim Dahl, Anne Laxholm, Jens Werner og Britt Bendixen. Værterne er Peter Hansen og Andrea Elisabeth Rudolph

## Par
| Kendt            | Profession      | Danser               | Status     |
| ---------------- | --------------- | -------------------- | ---------- |
| Sofie Stougaard  | Skuespiller     | Tobias Karlsson      | Ude        |
| Marianne Florman | Håndboldspiller | René Christensen     | Ude        |
| Stine Stengade   | Skuespiller     | Lars Christensen     | Ude        |
| Jesper Skibby    | Cykelrytter     | Julia Petrovic       | Ude        |
| Klaus Bondam     | Skuespiller     | Soffie Dalsgaard     | Ude        |
| Erik Peitersen   | Tv Handyman     | Marianne Eihilt      | Andenplads |
| Mia Lyhne        | Skuespiller     | Thomas Evers Poulsen | Vindere    |

## Resultater
| Par             | Plads | 1  | 2 | 1+2 | 3 | 4  | 5 | 6  | 7    | 6+7 | 8      |
| --------------- | ----- | -- | - | --- | - | -- | - | -- | ---- | --- | ------ |
| Mia & Thomas    | 1     | 18 |   |     |   | 29 |   |    |      |     | 39=110 |
| Erik & Marianne | 2     |    |   |     |   | 23 |   |    |      |     | 39=111 |
| Klaus & Soffie  | 3     |    |   |     |   | 24 |   | += | +27= |     |        |
| Jesper & Julia  | 4     | 8  |   |     |   | 11 |   |    |      |     |        |
| Stine & Lars    | 5     |    |   |     |   | 24 |   |    |      |     |        |
| Marianne & René | 6     | 18 |   |     |   |    |   |    |      |     |        |
| Sofie & Tobias  | 7     | 19 |   |     |   |    |   |    |      |     |        |

## Danse og sange

### Uge 1: Premiere
| Nummer | Par             | Dans        | Musik | Dahl | Laxholm | Werner | Bendixen | Point |
| ------ | --------------- | ----------- | ----- | ---- | ------- | ------ | -------- | ----- |
| 1      | Sofie & Tobias  | Cha-cha-cha |       |      |         |        |          | 19    |
| 2      | Stine & Lars    | Vals        |       |      |         |        |          |       |
| 3      | Klaus & Soffie  | Cha-cha-cha |       |      |         |        |          |       |
| 4      | Mia & Thomas    | Vals        |       | 4    | 3       | 6      | 5        | 18    |
| 5      | Erik & Marianne | Cha-cha-cha |       |      |         |        |          |       |
| 6      | Jesper & Julia  | Vals        |       | 2    | 2       | 2      | 2        | 8     |
| 7      | Marianne & René | Cha-cha-cha |       | 3    | 5       | 6      | 4        | 18    |

### Uge 2
| Nummer | Par             | Dans      | Musik | Dahl | Laxholm | Werner | Bendixen | Point | Resultat |
| ------ | --------------- | --------- | ----- | ---- | ------- | ------ | -------- | ----- | -------- |
| 1      | Erik & Marianne | Quickstep |       |      |         |        |          |       | Videre   |
| 2      | Stine & Lars    | Rumba     |       |      |         |        |          |       | Videre   |
| 3      | Marianne & René | Quickstep |       |      |         |        |          |       | Videre   |
| 4      | Jesper & Julia  | Rumba     |       |      |         |        |          |       | Videre   |
| 5      | Sofie & Tobias  | Quickstep |       |      |         |        |          |       | Ude      |
| 6      | Mia & Thomas    | Rumba     |       |      |         |        |          |       | Videre   |
| 7      | Klaus & Soffie  | Quickstep |       |      |         |        |          |       | Videre   |

### Uge 3
| Nummer | Par             | Dans  | Musik | Dahl | Laxholm | Werner | Bendixen | Point | Resultat |
| ------ | --------------- | ----- | ----- | ---- | ------- | ------ | -------- | ----- | -------- |
| 1      | Klaus & Soffie  | Jive  |       |      |         |        |          |       | Videre   |
| 2      | Jesper & Julia  | Tango |       |      |         |        |          |       | Videre   |
| 3      | Marianne & René | Jive  |       |      |         |        |          |       | Ude      |
| 4      | Stine & Lars    | Tango |       |      |         |        |          |       | Videre   |
| 5      | Erik & Marianne | Jive  |       |      |         |        |          |       | Videre   |
| 6      | Mia & Thomas    | Tango |       |      |         |        |          |       | Videre   |

### Uge 4
| Nummer | Par             | Dans      | Musik | Dahl | Laxholm | Werner | Bendixen | Point | Resultat |
| ------ | --------------- | --------- | ----- | ---- | ------- | ------ | -------- | ----- | -------- |
| 1      | Jesper & Julia  | Pasodoble |       |      |         |        |          | 11    | Videre   |
| 2      | Klaus & Soffie  | Slowfox   |       |      |         |        |          | 24    | Videre   |
| 3      | Mia & Thomas    | Pasodoble |       |      |         |        |          | 29    | Videre   |
| 4      | Erik & Marianne | Slowfox   |       |      |         |        |          | 23    | Videre   |
| 5      | Stine & Lars    | Pasodoble |       |      |         |        |          | 24    | Ude      |

### Uge 6
| Rækkefølge     | Point  | Dans  | Musik  | Musik  |
| -------------- | ------ | ----- | ------ | ------ |
| Klaus & Soffie | (,,,9) | Tango | Ukendt | Ukendt |

### Uge 7
| Rækkefølge     | Point        | Dans | Musik  | Resultat |
| -------------- | ------------ | ---- | ------ | -------- |
| Klaus & Soffie | 27 (5,7,6,9) | Vals | Ukendt | Ude      |

### Uge 8: Finale
| Nummer | Rækkefølge      | Dans      | Musik | Dahl | Laxholm | Werner | Bendixen | Point | Resultat   |
| ------ | --------------- | --------- | ----- | ---- | ------- | ------ | -------- | ----- | ---------- |
|        | Erik & Marianne | Freestyle |       | 9    | 10      | 10     | 10       | 39    | Andenplads |
|        | Mia & Thomas    | Freestyle |       | 10   | 9       | 10     | 10       | 39    | Vindere    |